# William H. Hinrichsen
William Henry "Buck" Hinrichsen, född 27 maj 1850 i Franklin i Illinois, död 18 december 1907 i Alexander i Illinois, var en amerikansk politiker (demokrat). Han var ledamot av USA:s representanthus 1897–1899.
Hinrichsen efterträdde 1893 Isaac N. Pearson som delstaten Illinois statssekreterare och efterträddes 1897 av James A. Rose.
Han efterträdde 1897 John I. Rinaker som kongressledamot och efterträddes 1899 av William E. Williams.
Hinrichsen är begravd på Diamond Grove Cemetery i Jacksonville i Illinois.